# Кобу (Горња Гарона)
Кобу (фр. Caubous) насеље је и општина у јужној Француској у региону Миди Пирене, у департману Горња Гарона која припада префектури Сен Годан.
По подацима из 2011. године у општини је живело 5 становника, а густина насељености је износила 1,32 становника/km². Општина се простире на површини од 3,78 km². Налази се на средњој надморској висини од 1255 метара (максималној 1.918 m, а минималној 1.199 m).

## Демографија
| 1962. | 1968. | 1975. | 1982. | 1990. | 1999. | 2011. |
| ----- | ----- | ----- | ----- | ----- | ----- | ----- |
| 6     | 11    | 12    | 12    | 7     | 12    | 5     |

График промене броја становника у току последњих година